# Verge de Fàtima

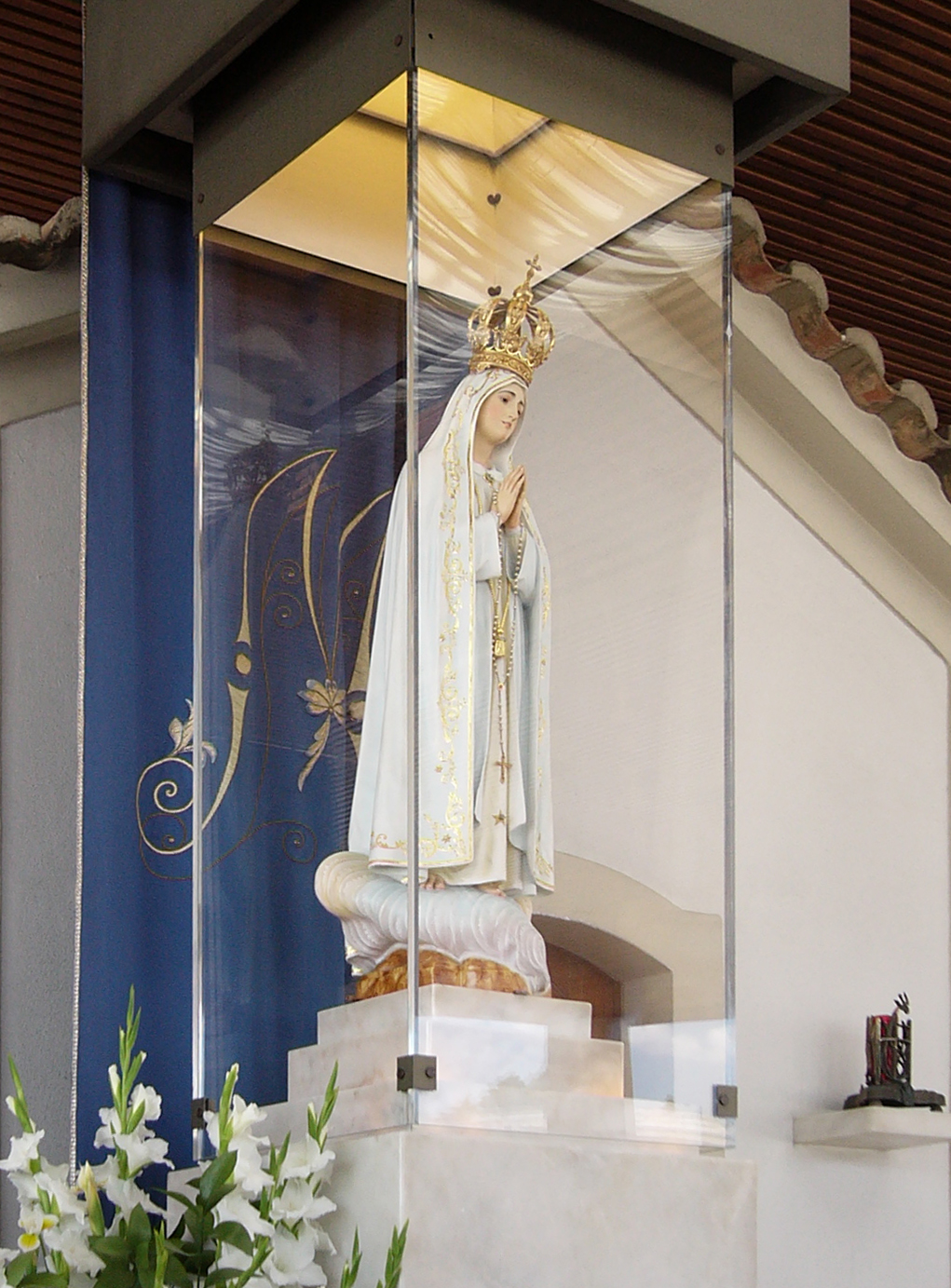
Verge de Fàtima, Portugal

La Verge de Fàtima (en portuguès, Nossa Senhora de Fátima, o, Nossa Senhora do Rosário de Fátima) és una de les designacions atribuïdes a la Verge Maria, que segons els relats de l'Església catòlica, va aparèixer sobtadament a tres pastors, criatures a l'època dels fets, a Fàtima, una localitat portuguesa, en diverses ocasions entre el 13 de maig i el 13 d'octubre del 1917. L'aparició va ser associada a la de Ntra. Senyora del Rosari, fet que porta a acceptar dues denominacions per la verge en qüestió. L'aparició vindria a tancar la sèrie d'aparicions succeïdes a La Saleta, Lorda i, per acabar, Fàtima.
S'atribuïren als suposats missatges de l'aparició components profètics i escatològics, en particular respecte a una possible nova guerra mundial (els seus seguidors han interpretat que l'esclat de la II Guerra Mundial va ser la seva confirmació), a la conversió de la Rússia soviètica i a l'intent d'assassinat de Joan Pau II.
El principal lloc de culte és el santuari de Fàtima, ubicat a la ciutat del mateix nom del municipi d'Ourém. Considerat un dels centres de pelegrinatge cristià més importants del món, el santuari edificat al lloc rebé 7,3 milions de pelegrins l'any 2011.

## Història

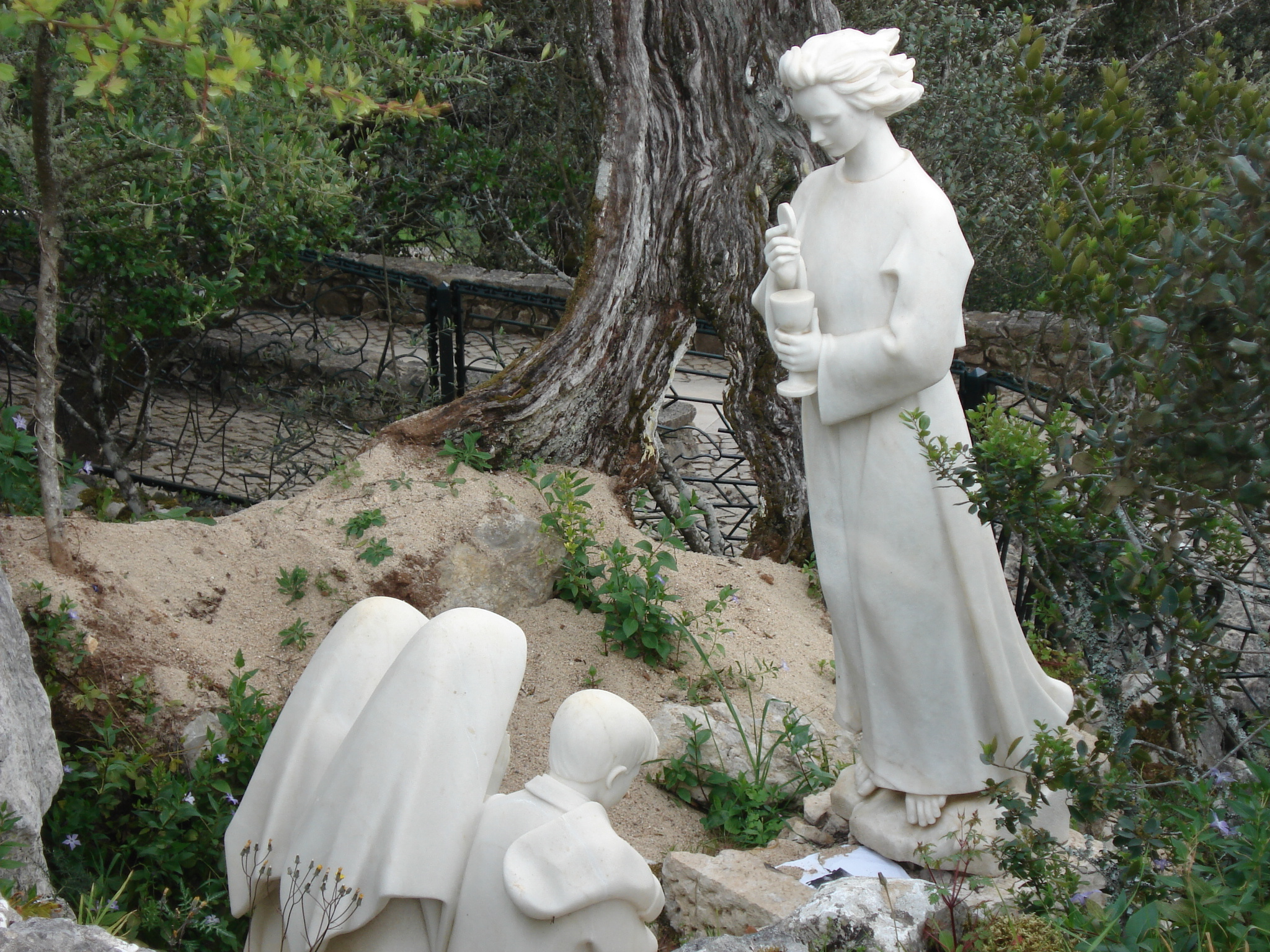
Monument de l'aparició de l'Àngel de Portugal (o Àngel de la Pau) als tres pastorets (Valinhos)

### El primer període: les aparicions de l'àngel (1916)
Segons el testimoni dels protagonistes, l'any 1916, tres nens pastors, Lucía dos Santos, de deu anys, i els seus cosins Jacinta i Francisco Marto de sis i nou anys respectivament, experimentaren en tres ocasions durant la primavera i l'estiu de 1916 una «presència angèlica» mentre que pasturaven les seves ovelles, dos cops a la cova Loca do Cabeço, a Valinhos, i l'altra al Pozo del Arneiro, a casa de Lucia, a Aljustrel. Aquest "Àngel de Portugal" o "Àngel de la Pau", tal com ells l'anomenaren, els hauria ensenyat a resar per demanar la conversió dels pecadors, els aconsellà com practicar el sacrifici quotidià i l'adoració de Déu a través de l'Eucaristia. En la seva narració, els nens ho consideraren com una preparació per a les visites de la Mare de Déu que tindrien lloc posteriorment, entre el 13 de maig i el 13 d'octubre de 1917.

### El segon període: les aparicions de la Mare de Déu (1917)

#### De maig a setembre

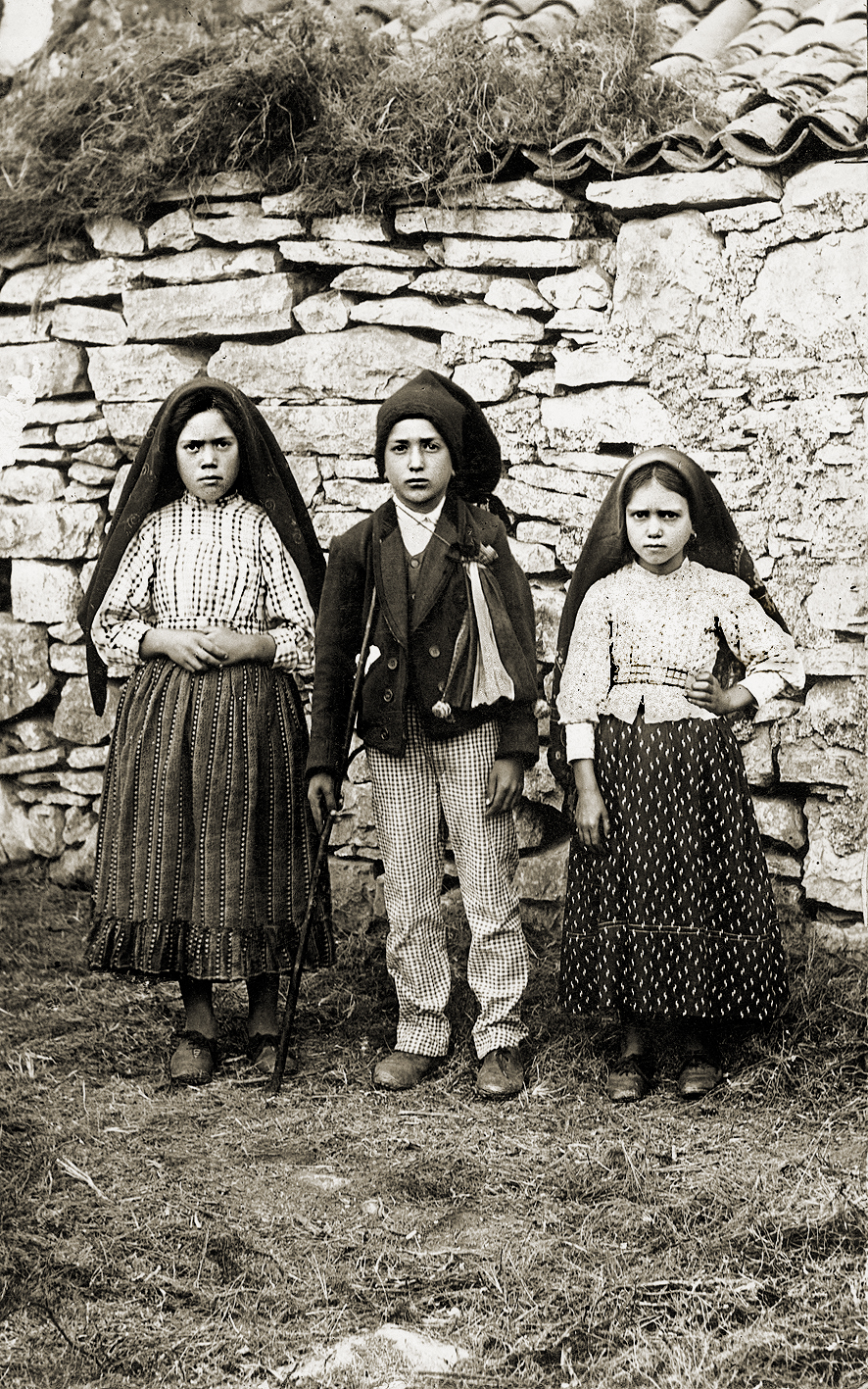
Els tres pastorets de Fàtima: Lúcia de Jesus dos Santos (esquerra de la fotografia), i els seus cosins, Francisco Marto (centre) i Jacinta Marto (dreta).

El diumenge 13 de maig de 1917, els tres nens van anar a pasturar les ovelles com de costum, a un lloc conegut com a Cova da Iria, prop del seu poble de Fàtima. Lucia va descriure haver vist, al damunt d'una alzina una «dona més brillant que el sol», vestida de blanc, amb un mantell amb el rivet daurat i un rosari a les mans, que els demanà que tornessin el mateix dia i a la mateixa hora durant cinc mesos seguit, dient-los que resessin el rosari. Francisco declarà no haver escoltat ni parlat amb la Senyora, només haver-la vist. Bocabadats, van córrer de tornada al poble i ho anunciaren a tots, trobant-se amb la previsible incredulitat dels seus veïns, inclosos els pares de Lucia. En canvi, els pares de Jacinta i Francisco els van creure.

Els nens van anunciar més aparicions, el dia tretze dels mesos de juny i juliol. Després de la segona aparició, al juny, declararen que se'ls havia anunciat la mort de Jacinta i Francisco (a causa de la mortífera epidèmia de grip, coneguda com la "grip espanyola" que assolà Europa i Amèrica, els dos germans van caure malalts al desembre de 1918. Francisco no es recuperà i morí el 4 d'abril de 1919; Jacinta millorà una mica la seva salut, però al cap de poc patí una pleuritis purulenta i va ser ingressada a l'hospital de Vila Nova de Ourém l'estiu de 1919. Traslladada a Lisboa, va morir el 20 de febrer de 1920).

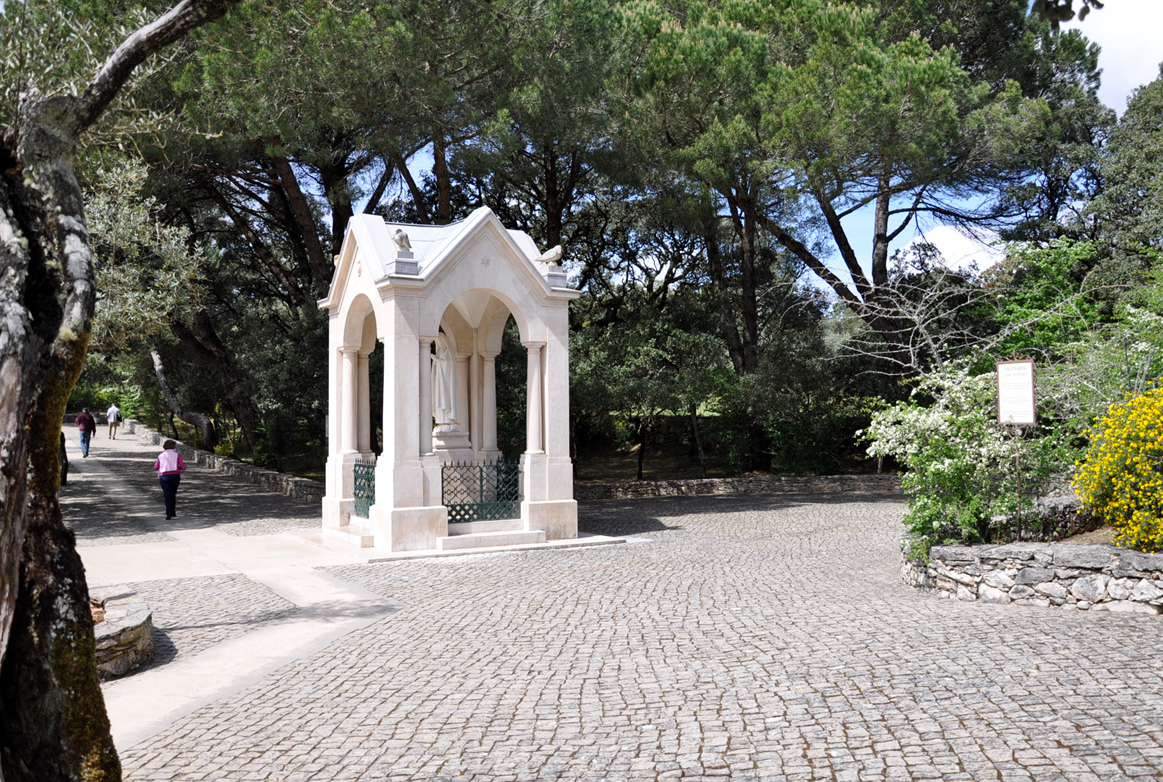
Valinhos, on la Mare de Déu també s'aparegué als pastorets.

Als missatges que els nens transmetien, la Mare de Déu exhortava al penediment, a la conversió i a la pràctica de la pregària i de la penitència com a camí de reparació pels pecats de la Humanitat. Paulativament, els nens experimentaren una transformació profunda, basada en la pràctica de l'oració i d'exercicis de pietat, començant a portar cordons apretats al voltant de la cintura i a realitzar distintes obres de penitència o de mortificació.
Alguns dels missatges transmesos pels nens presagiaven guerres i calamitats al món. Segons el relat de Lucia, el 13 de juliol de 1917 a la Cova d'Iria els va ser confiat l'anomenat «secret de Fàtima», que la Santa Seu donà a conèixer durant el pontificat de Joan Pau II. Després del relat de la tercera aparició que incloïa la revelació del «secret de Fàtima», els nen van ser segrestats per mandat del batlle de Vila Nova de Ourém i sotmesos a càstigs físics amb l'objectiu que revelessin el contingut d'aquest missatge.
En posteriors retorns els nens van ser seguits per milers de persones que es concentraven al lloc. Entre les recomanacions, segons el testimoni dels nens, la Mare de Déu senyalar la importància de la pregària del Rosari, per a la conversió dels pecadors del món sencer. La Mare de Déu també hauria demanant la construcció d'una capella al lloc, origen de l'actual santuari de Fàtima.

#### El 13 d'octubre de 1917

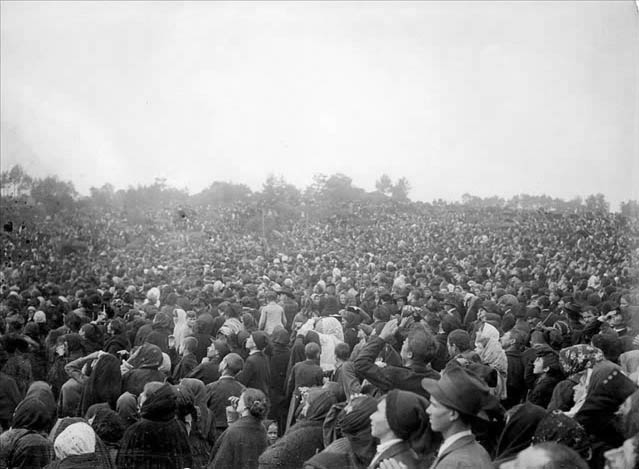
Fotografia del 13 d'octubre de 1917, durant l'anomenat «miracle del sol».

Segons els escrits de Lucia, la darrera aparició de la Mare de Déu als pastorets va tenir lloc el 13 d'octubre de 1917, dia en què es va produir l'anomenat «miracle del Sol», que va ser presenciat per 70.000 persones, entre ells alguns periodistes i personalitats públiques de l'època.
Anàlisi crític del «miracle del Sol»

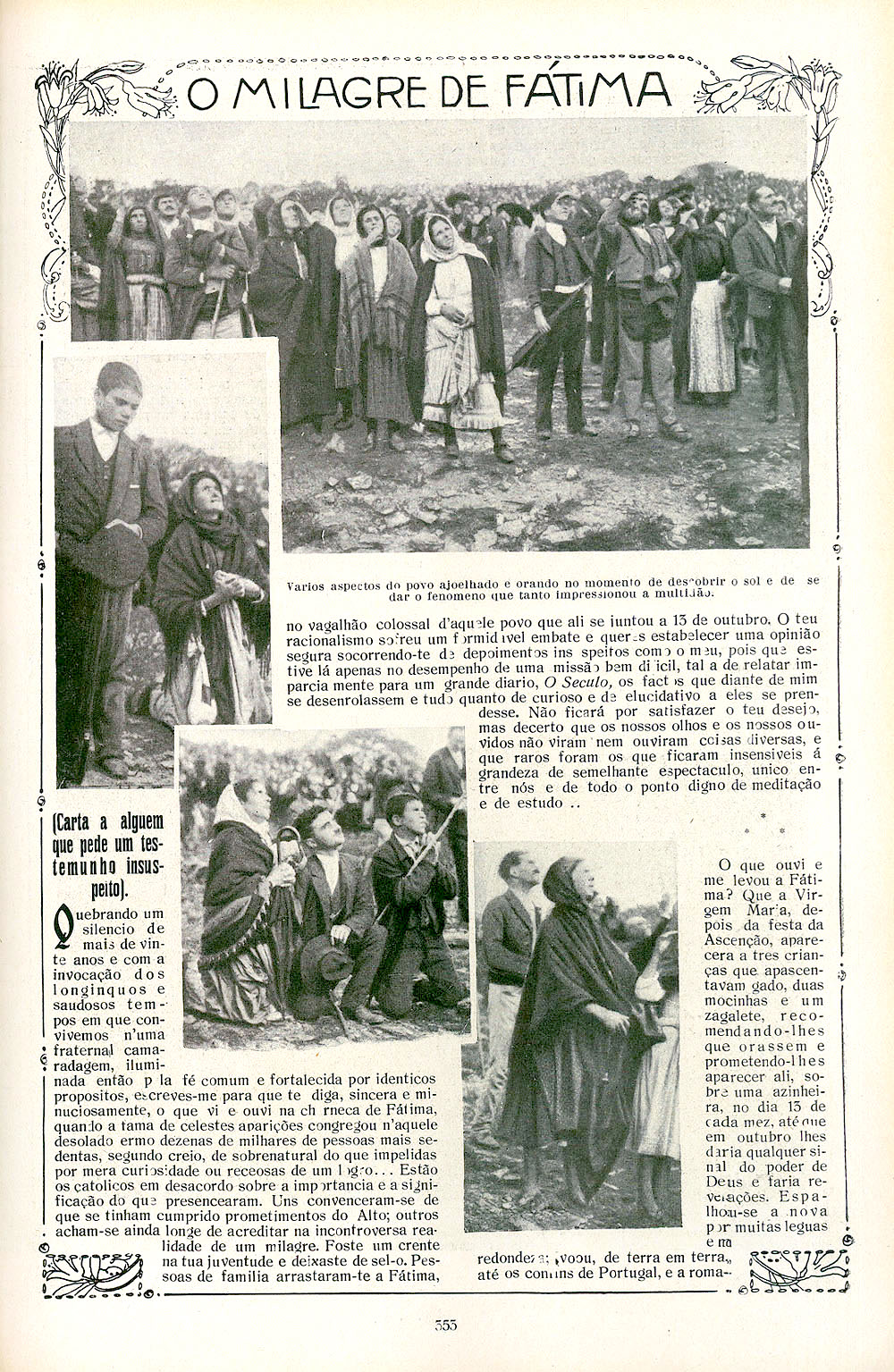
Còpia fotostàtica de la pàgina 353 del setmanari Ilustração Portugueza nº 610, del 29 de setembre de 1917, que presenta un articule titulat: Carta a algú que demana un testimoni insospitat (Carta a alguem que pede um testemunho insuspeito), il·lustrat por fotografies de la multitud contemplant l'anomenat «miracle del Sol», el dia 12 de setembre d'aquell any.

Avelino de Almeida, periodista portuguès ateu, un dels més importants del seu temps, que escrivia per a O Século, relatà els fets així:
| «                    | L'hora antiga és la que val per a aquesta munió de gent, que era, segons càlculs desapassionats de persones cultes i completament alienes a influències místiques, de trenta a quaranta mil persones... La manifestació miraculosa, el senyal visible està a punt de produir-se, afirmen molts pelegrins... I un assisteix a un espectacle únic i increïble per a aquells que no l'han presenciat. Des de dalt de la carretera, on s'amunteguen els carros i on hi ha centenars de persones que no han tingut esma per endinsar-se al fang, es veu la immensa multitud girar cap al Sol, que està net de núvols, en ple migdia. L'astre sembla un disc de plata pàl·lida i se'l pot mirar cara a cara sense cap molèstia. Sembla un eclipsi. Però heus ací que s'eleva un clamor colossal i sentim com els espectadors més propers a nosaltres criden: «Miracle! Miracle! Meravella!» Davant dels ulls admirats d'aquest poble, l'actitud dels quals ens trasllada als temps bíblics i que, pres d'espant, descobert el cap, mira cap al cel blau, el Sol ha tremolat, ha realitzat uns moviments bruscos mai no vistos, fora de totes les lleis còsmiques; el Sol "ha ballat", segons l'expressió típica dels camperols... Enfilat a l'estrep del cotxe de Torres Novas, un ancià d'estatura i fisonomia suau, i a l'hora enèrgica, com les de Paul Dérolède, resa, girat cap al Sol i, amb grans veus, el credo d'inici a final. Immediatament la gent es pregunta, els uns als altres, si han vist alguna cosa i què han vist. La majoria confessen que el que han vist és el moviment o la dansa del Sol; d'altres afirmen haver vist el rostre somrient de la Mare de Déu, o juren que el Sol ha fet una volta sobre si mateix, com si fos una roda de focs artificials que ha baixat fins a cremar la terra amb els seus raigs... Algú ha dit, al final, que ha vist com canviava successivament de color. | » |
| — Avelino de Almeida | |   |

Sobre el miracle del Sol de Fàtima, l'investigador Joe Nickell senyala: «No és d'estranyar, els miracles del Sol han estat descrits en altres aparicions marianes, a Lubbock, Texas, el 1989; la germana Cabrini Shrine prop de Denver, Colorado, el 1992; Conyers, Geòrgia, la primera meitat de la dècada de 1990.» Nickell també suggereix que els efectes del "ball del Sol" descrits pels testimonis de Fàtima poden deure's als efectes òptics resultants de la distorsió temporal de la retina causada per mirar fixament un llum tan intens.
El professor Auguste Meessen de l'Institut de Física de la Universitat Catòlica de Lovaina ha declarat que els "miracles del Sol" no poden ser considerats seriosament i que les observacions descrites van ser efectes òptics causats després de mirar fixament el Sol massa temps. Meessen sosté que les imatges que es generen a la retina després de mirar el Sol durant breus períodes són la causa més probable dels efectes observats. Meessen també afirma que els canvis de color reportats pels testimonis van ser causades probablement per la saturació de cèl·lules fotosensibles a la retina. Meessen indica que els "miracles del sol" han estat descrits en molts llocs, on pelegrins religiosos havien estat alertats a mirar fixament el sol. Sobre aquest punt, cita les aparicions a Heroldsbach, Alemanya (1949), com a exemple, on observacions similars a les de Fàtima van ser presenciades per més de 10.000 persones. Meessen suggereix possibles explicacions psicològiques o neurològiques de les aparicions, i assenyala que «és impossible oferir cap evidència directa a favor o en contra de l'origen sobrenatural de les aparicions.»
Les hipòtesis d'efectes òptics troben oposició en el fet que no hi ha evidència que la gent de Fàtima, fins i tot aquells que esperaven un miracle, estiguessin mirant el Sol abans que Lucía parlés perquè ho veiessin. Tampoc no es reportaren persones movent el cap per a enganyar la seva visió. Les persones se centraven a l'alzina que era on els nens deien que la visió apareixia. Això té coherència en el context del succés, car alguns dels observadors informaren d'altres fenòmens en visites anteriors: descrivien una boira lluminosa i pluja de pètals blancs als voltants i al voltant d'aquell arbre. Per un altre costat, aquests relats també contradiuen la hipòtesi "psicològica": els espectadors no van descriure tensió esperant quelcom aterridor, sinó una espera per a veure quelcom bell com en ocasions anteriors. Un factor en contra de la teoria de la "pressió social" és que persones a kilòmetres de distància, sense influència social o psicològica, que no esperaven res, també van veure ballar el Sol.
Pel seu costat, Steuart Campbell, escrivint al Journal of Meteorology al 1989, postulava que els núvols de pols estratosfèric canviaren l'aparença solar el 13 d'octubre, fent que fos senzill de mirar i causant que semblés de color groc, blau i violat, i fins i tot que semblés que girés. D'acord amb aquesta hipòtesi es van descriure efectes semblants a la Xina el 1983.
A més del "miracle del sol", els vidents de Fàtima indicaren que l'aparició va profetitzar un gran senyal al cel nocturn, que precediria a una nova gran guerra. El 25 de gener de 1938 els llums brillants d'una aurora boreal van aparèixer a tot l'hemisferi nord, fins i tot en llocs tant al sud com el nord d'Àfrica, les Bermudes o Califòrnia. Va ser el succés més sorprenent d'aurores boreals d'ençà de 1709, quan la gent de París i d'altres parts cregué que es tractava d'un gran incendi i cridà els bombers. Lucia, l'única vident viva en aquells moments, indicà que aquest era el signe predit, i així ho informà a la seva superiora i al bisbe per carta l'endemà. S'ha vinculat amb el fet que un mes més tard Hitler s'annexionà Àustria i vuit mesos després envaí Txecoslovàquia, encara que aquests fets en si no precipitaren la guerra, que encara trigaria un any i mig en esclatar.

### Tercer període: cronologia posterior

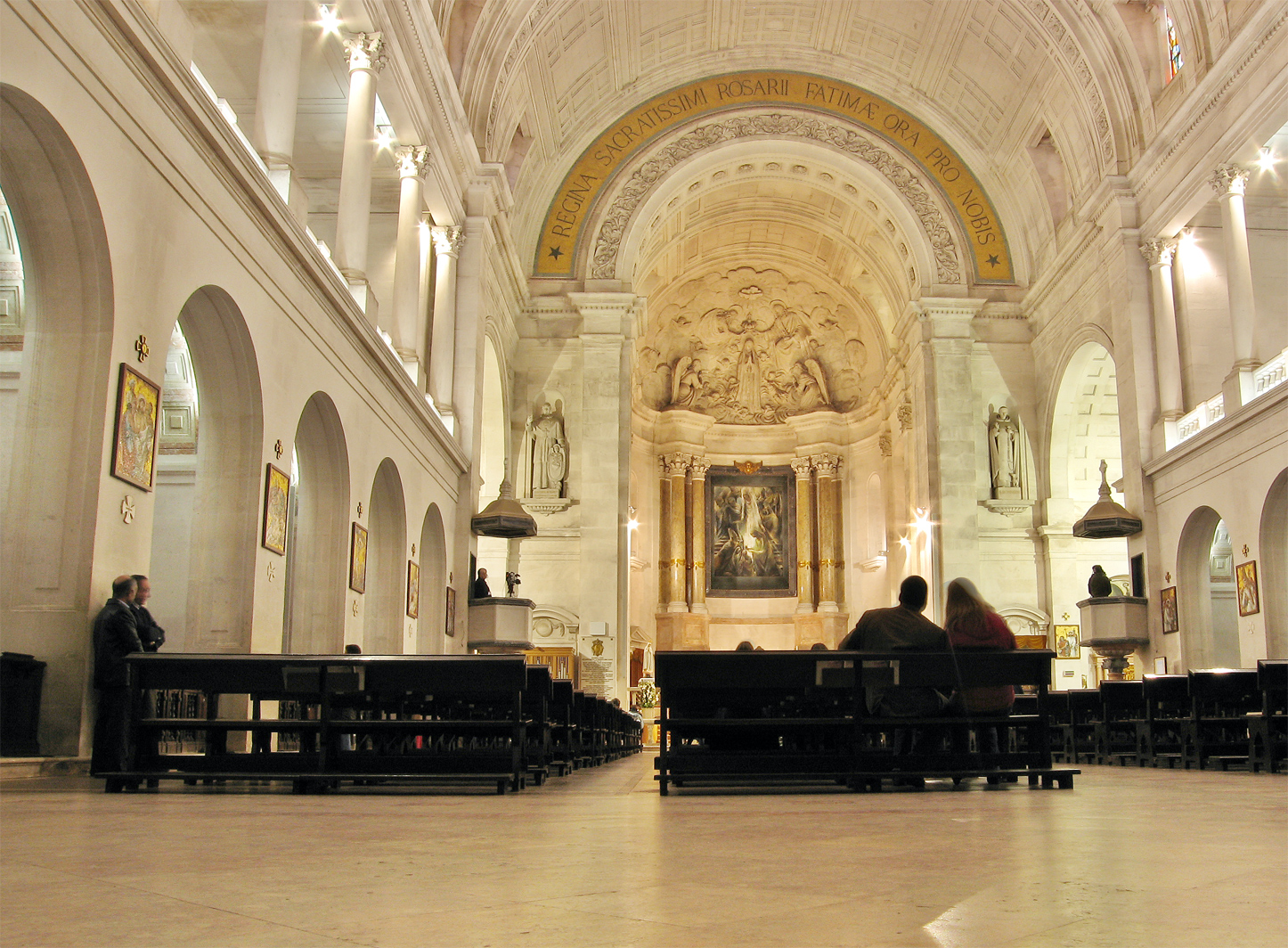
Interior de la Basílica del Santuari de Fàtima.

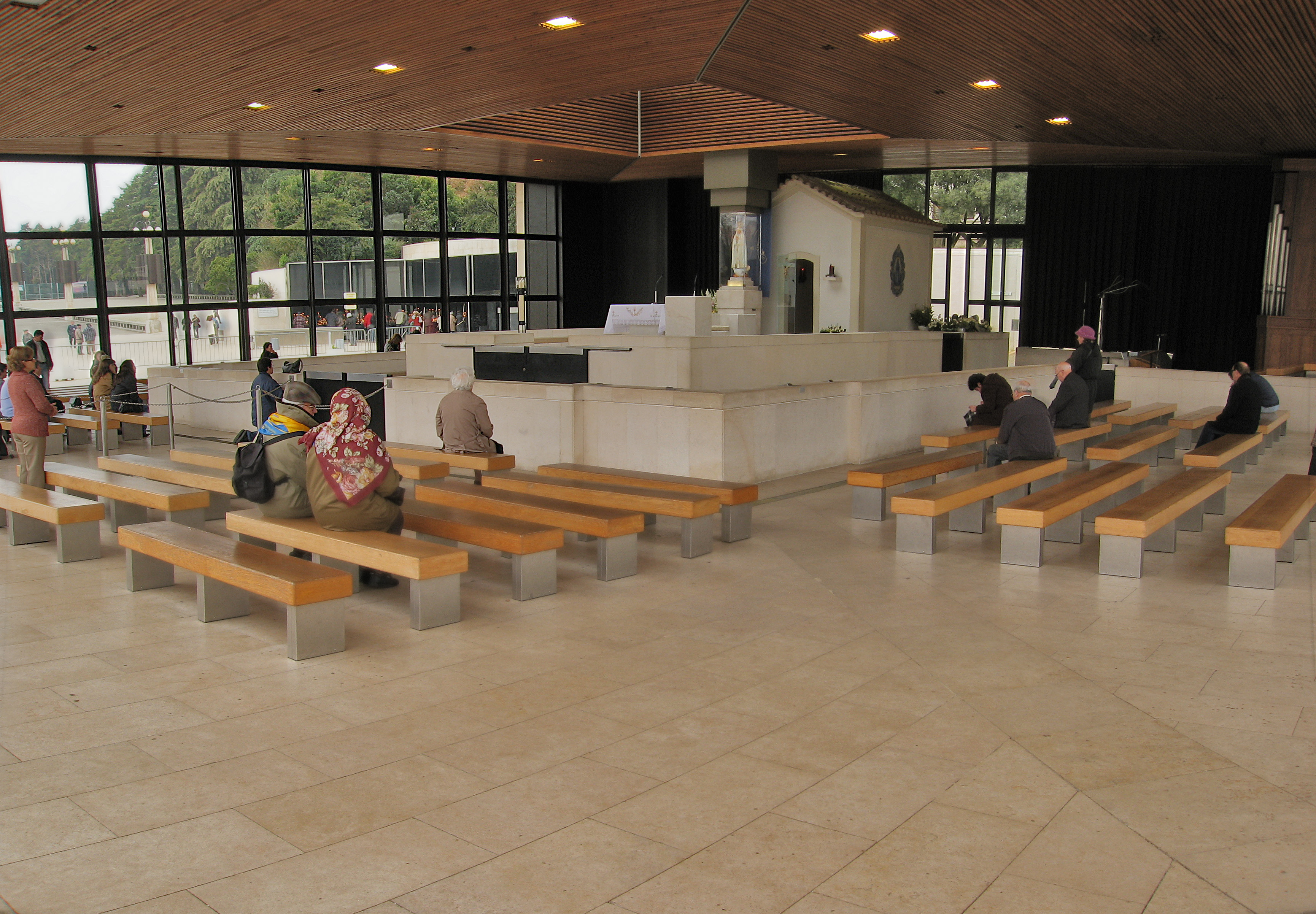
La Capella de les Aparicions (a Fàtima).

Els fets que van tenir lloc a Fàtima després de 1917 poden resumir-se a la cronologia següent:
- 28 d'abril de 1919, s'inicia la construcció de la Capella de les aparicions.
- 13 d'octubre de 1921, es permet per primera vegada celebrar-hi la Santa Missa
- 13 d'octubre de 1930, el bisbe de Leiria es permet per primera vegada celebrar-hi la Santa Missa
- 13 de maig de 1931, primera consagració de Portugal a l'Immaculat Cor de Maria, feta per l'episcopat portuguès, seguint el missatge de Fàtima.
- 31 d'octubre de 1942, el Papa Pius XII, parlant en portuguès per la ràdio, consagra el Món a l'Immaculat Cor de Maria, fent una velada referència a Rússia, segons la petició de la Mare de Déu.
- 13 de maig de 1946, l'estàtua de la Mare de Déu de Fàtima, ubicada a la capella, és coronada pel cardenal Masella, legat pontifici. La corona va ser oferta per les dones portugueses en agraïment a haver lliurat Portugal de la Segona Guerra Mundial.
- 13 de maig de 1967, el Papa Pau VI pelegrina a Fàtima en el cinquentenari de la primera aparició per demanar la pau al món i la unitat de l'Església.
- 12 i 13 de maig de 1982, el Papa Joan Pau II pelegrina a Fàtima per agrair haver sobreviscut a l'atemptat patit exactament un abans a la plaça de Sant Pere i consagra l'Església, els homes i els pobles a l'Immaculat Cor de Maria, fent de nou una velada menció a Rússia.
- 25 de març de 1984, el Papa Joan Pau II consagra de nou el món a l'Immaculat Cor de Maria, en unió amb tots els bisbes del món que prèviament havien estat notificats perquè s'unissin amb Sa Santedat en aquesta consagració celebrada a la Plaça de Sant Pere, davant la imatge de la Mare de Déu. Posteriorment Lucia asseguraria que «aquesta consagració satisfà la petició feta per la Mare de Déu»
- 12 i 13 de maig de 1991, el Papa Joan Pau II torna a pelegrinar a Fàtima, en el desè aniversari del seu atemptat.
- 13 de maig de 2000, el Papa Joan Pau II torna a Fàtima i davant d'una multitud de pelegrins, beatifica a Francisco i a Jacinta i revela la tercera part del secret de Fàtima. El Papa insisteix en la importància dels missatges i en la santedat dels nens, presentant-los com a exemples d'oració, amor i penitència.[19]
- 13 de maig de 2017, Jacinta i Francisco són canonitzats pel Papa Francesc a Fàtima en la commemoració del primer centenari de la primera aparició de la Mare de Déu,.[20]

## Posició de l'Església catòlica i la seva interpretació del «secret de Fàtima»
La posició oficial de l'Església catòlica sobre tot el que ha succeït, pel que fa a doctrina, s'expressa al seu catecisme:
| «                                  | 67. En diverses èpoques hi ha hagut revelacions «privades», algunes de les quals han estat reconegudes per l'autoritat de l'Església. Però aquestes revelacions no pertanyen al dipòsit de la fe. No són per «millorar» o «completar» la Revelació definitiva del Crist, sinó per ajudar a viure'n més plenament en una determinada època de la història. Guiat pel Magisteri de l'Església, el sentit dels fidels sap discernir i acollir allò que en aquestes revelacions constitueix una crida autèntica del Crist o dels seus sants a l'Església. La fe cristiana no pot acceptar les «revelacions» que volen ultrapassar o corregir la Revelació de la qual el Crist és l'acabament. Aquest és el cas d'algunes religions no cristianes i també de certes sectes recents que es basen en «revelacions» d'aquestes. | » |
| — Catecisme de l'Església Catòlica | |   |

El "secret de Fàtima" pròpiament dit, l'Església l'interpretà com una visió profètica de la reconversió de Rússia al cristianisme. En efecte, el mateix any de les aparicions de Fàtima va tenir lloc la Revolució d'Octubre, la segona fase de la revolució russa de 1917 que conduiria al naixement de la Unió de Repúbliques Socialistes Soviètiques el 1922 amb un sistema polític de partit únic dominat pel Partit Comunista fins al 1990. També es considera que, amb la desintegració de la Unió Soviètica el 1990, la profecia s'acomplí. Tanmateix s'interpreta que el tercer missatge del "secret de Fàtima" inclou una profecia sobre l'intent d'assassinat de Joan Pau II del 13 de maig de 1981, en el 64è aniversari de la primera aparició de Fàtima. Així ho expressà la Santa Seu:
| « | Després dels dramàtics i cruels fets del segle xx, un dels més crucials a la història de l'home, culminat amb el cruent atemptat al «dolç Crist en la Terra», s'obre així un vel sobre la realitat, que fa història i la interpreta en profunditat, segons una dimensió espiritual a la que la mentalitat actual, sovint impregnada de racionalisme, es refractària [...] Fàtima és sens dubte la més profètica de les aparicions modernes. La primera i la segona part del "secret" […] es refereixen sobre tot a l'aterridora visió de l'infern, la devoció a l'Immaculat Cor de Maria, la Segona Guerra Mundial i la previsió dels danys ingents que Rússia, en la seva defecció de la fe cristiana i en l'adhesió al totalitarisme comunista, provocaria a la humanitat. | » |

## Efemèrides

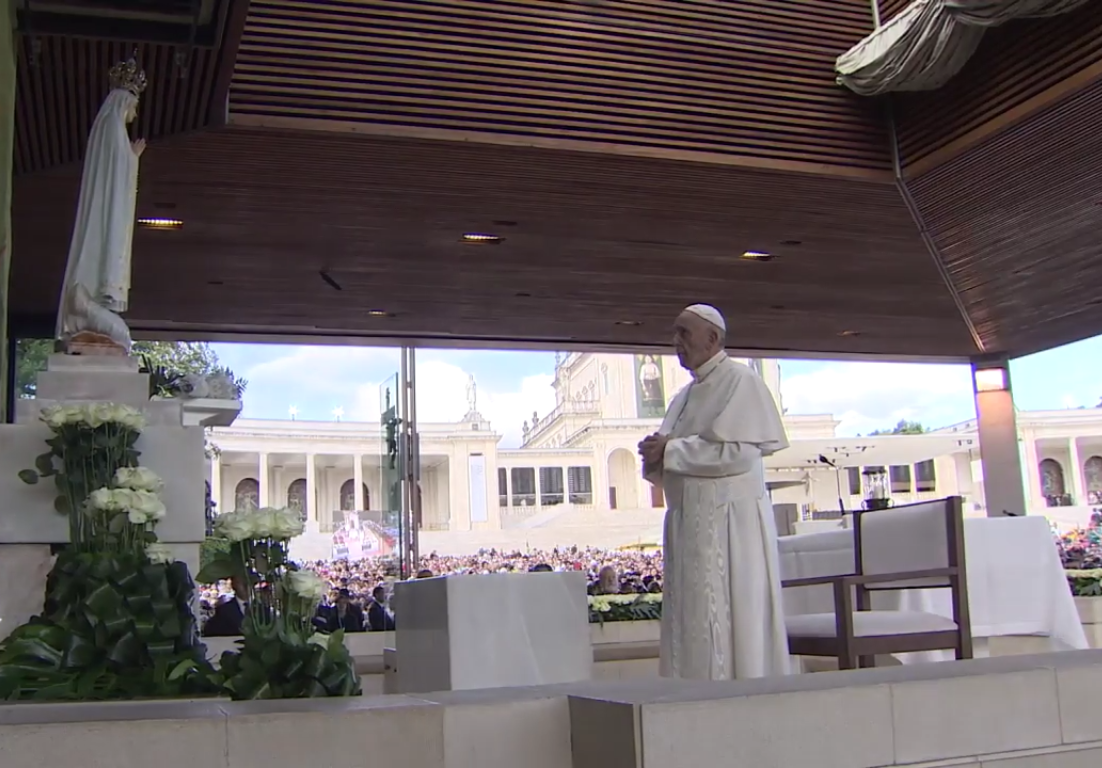
El Papa Francesc pregant a la Capella de les Aparicions

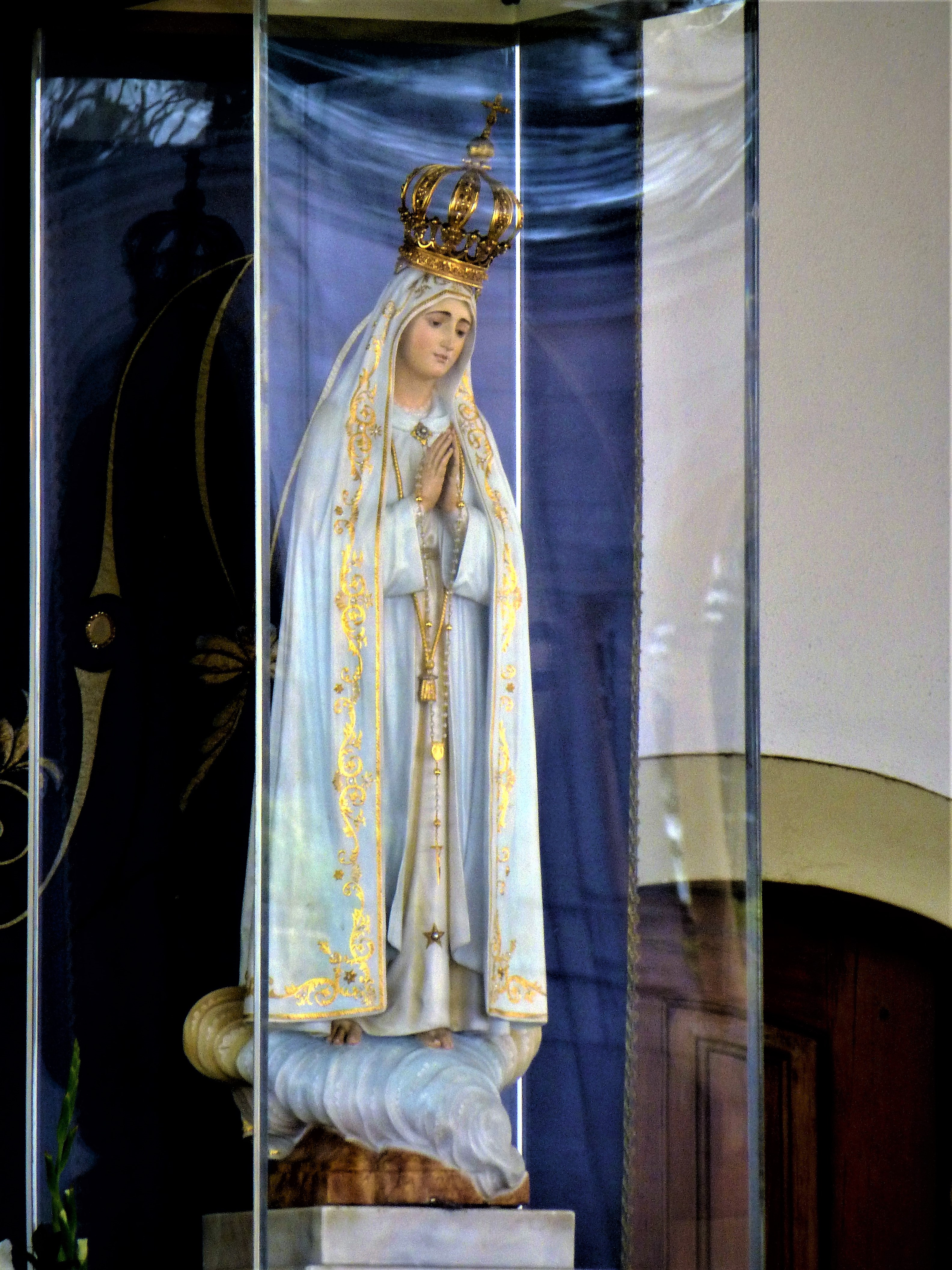
Estàtua original de la Mare de Fàtima, a la capella de les aparicions de la Cova da Iria, santuari de Fàtima.

Des de les primeres notícies sobre les aparicions de la Mare de Fàtima, els Papes es mostraren d'acord amb els esdeveniments:
- Pius XI, entre d'altres manifestacions públiques de simpatia, concedí l'1 d'octubre de 1930 una indulgència especial als pelegrins de Fàtima
- Pius XII consagrà la Humanitat a l'Immaculat Cor de Maria el 31 d'octubre de 1942
- Joan XXIII visità com a pelegrí el lloc de les aparicions i, més tard, llegà en testament la seva creu pectoral al santuari de Fàtima
- Pau VI va ser el primer Pontífex Romà que visità Fàtima per commemorar el cinquantenari de les aparicions, el 13 de maig de 1967
- Joan Pau II visità el lloc de les aparicions en tres ocasions, el 13 de maig de 1982, el 13 de maig de 1991 i el 13 de maig de 2000.
- Benet XVI visità el santuari el 12 i 13 de maig de 2010, consagrant tots els sacerdots a l'Immaculat Cor de Maria
- Francesc consagrà el seu pontificat a la Mare de Déu de Fàtima[23] i visità el santuari el 13 de maig de 2017, data del primer centenari de les aparicions, canonitzant a Jacinta i Francisco.[20]

## La Verge Peregrina de Fàtima
La imatge de la Mare de Déu de Fàtima (coneguda com la Peregrina) és una imatge que és la que s'utilitza per recórrer algunes de les ciutats episcopals d'Europa i del món. La imatge va ser oferta pel bisbe de Leiria i coronada solemnement per l'arquebisbe d'Évora, el 13 de maig de 1947.
El 1945, poc després del final de la Segona Guerra Mundial, un mossèn berlinès proposà que una imatge de la Mare de Déu de Fàtima recorregués totes les capitals i les ciutats episcopals d'Europa fins a la frontera amb la Unió Soviètica. Després de mig segle de peregrinació, durant el qual la imatge visità 64 països dels diferents continents, la rectoria del Santuari de Fàtima entengué que no havia de sortir habitualment, només per alguna circumstància extraordinària.
El maig del 2000 va ser posada a l'exposició "Fátima Luz e Paz", on va ser venerada per desenes de milers de visitants. Tres anys abans, concretament el 8 de desembre de 2003, solemnitat de la Immaculada Concepció, la imatge va ser entronitzada a la Basílica del mateix Santuari de Fàtima, va ser situada sobre una columna al costat de l'altar major.

### Pelegrinatges de la Mare de Déu
La imatge de la Mare de Déu de Fàtima que es conserva a la Capella de les Aparicions ha sortit en pelegrinatge per diverses ciutats portugueses i de la resta d'Europa en moments puntuals:
- entre el 7 i el 13 d'abril de 1942, va ser la primera sortida de la imatge de la Mare de Déu. El trasllat es realitzà per la cloenda d'un congrés promogut pel Consell Nacional de la Joventut Catòlica Femenina, a Lisboa.
- entre el 22 de novembre i el 24 de desembre de 1946 sortí amb motiu del tricentenari de la proclamació de la Mare de Déu de la Concepció com a Patrona de Portugal. La imatge anà per Estremadura i Ribatejo.
- entre octubre de 1947 i gener de 1948 la imatge pelegrinà per Alentejo i Algarve
- entre el 22 de maig i el 2 de juny de 1948, en ocasió del Congrés Marià Diocesà de Madrid, la imatge viatjà a Madrid, visitant d'altres localitats.
- entre el 9 de juny i el 13 d'agost de 1951 visita totes les parròquies del bisbat de Leiria-Fàtima.
- el 17 de maig de 1959, en ocasió de la inauguració del Monument a Crist Rei, la imatge visità de nou Lisboa i Almada.
- entre el 24 i el 25 de maig de 1984, a petició del Papa Joan Pau II, la imatge anà a Roma. El 25 de maig el Papa consagrà el món a l'Immaculat Cor de Maria.
- el 8 d'octubre de 2000 la imatge tornà a la Ciutat del Vaticà, en presència de 1.500 bisbes de tot el món i de milers de fidels i pelegrins, el Papa Joan Pau II consagrà el nou mil·lenni a la Mare de Déu.
- el 12 de novembre de 2005, la imatge tornà a Lisboa, en ocasió de la consagració de la ciutat a la Mare de Déu de Fàtima.
- el 16 i 17 de maig de 2009, en ocasió de la commemoració del cinquantenari del Santuari de Crist Rei a Almada, la imatge visità Lisboa i Almada.
- entre el 21 i el 23 de maig de 2010, a petició del bisbe de Leiria-Fàtima, la imatge va viatjar a Leiria amb motiu de la "Festa de la Fe".
- entre el 12 i el 13 de novembre de 2013, amb motiu de la Jornada Mariana promulgada pel Papa Francesc, la imatge es traslladà a la Ciutat del Vaticà i de nou es consagrà el món a l'Immaculat Cor de Maria.[26]

## El Santuari
L'actual santuari, el nom complet del qual és Santuari de la Mare de Déu del Roser de Fàtima està construït a Cova da Iria, el lloc on la Mare de Déu s'aparegué a Lucía, Francisco i Jacinta. El santuari està situat a Fàtima, al municipi d'Ourém, a Portugal, i inclou la basílica de la Mare de Déu del Roser, que començà a construir-se el 1928. Va ser consagrada el 7 d'octubre de 1953, i l'any següent el Papa Pius XII li concedí el títol de basílica menor.
El considera que el santuari de Fàtima és un dels centres de pelegrinatge popular més importants del món. L'any 2011 el santuari rebé 7,3 milions de pelegrins. Entre els estrangers, els pelegrins espanyols, italians i polonesos són els més nombrosos. A la rodalia s'han establert més de 50 cases de religioses femenines i unes 15 congregacions masculines, que inclouen un seminari.

## El missatge de Fàtima al cinema i a la televisió
La història de la Mare de Déu de Fàtima ha estat portada en diverses ocasions al cinema i a la televisió. Els títols següents corresponen a pel·lícules, documentals i minisèries relatives als fets de Cova da Iria:

### Cinema
- 1943 - Fátima, terra de fé (Portugal)[27]
- 1946 - Coroação de Nossa Senhora de Fátima (Portugal) [Documental][28]
- 1951 - La Señora de Fátima (Espanya)[29]
- 1952 - The miracle of our Lady of Fatima /El Miracle de la Mare de Déu de Fàtima (EUA)[30][31]
- 1991 - Aparição. Apparition a Fatima /Les Aparicions de la Mare de Déu de Fàtima (Portugal, Francia)[32][33]
- 2009 - The 13th Day /El Dia 13 (Reino Unido)[34]

### Televisió
- 1984 - Fatima (EUA) [TV Documental][35]
- 1997 - Fatima (Portugal) [TV Movie][36]
- 2009 - The Nostradamus Effect /El Efecto Nostradamus (EUA) {Episodi: "Fatima's Lost Prophecy" /"La Profecia Perduda de Fàtima" (03.Nov.2009)} [TV-Documental][37][38]